# Лис (РЛС)

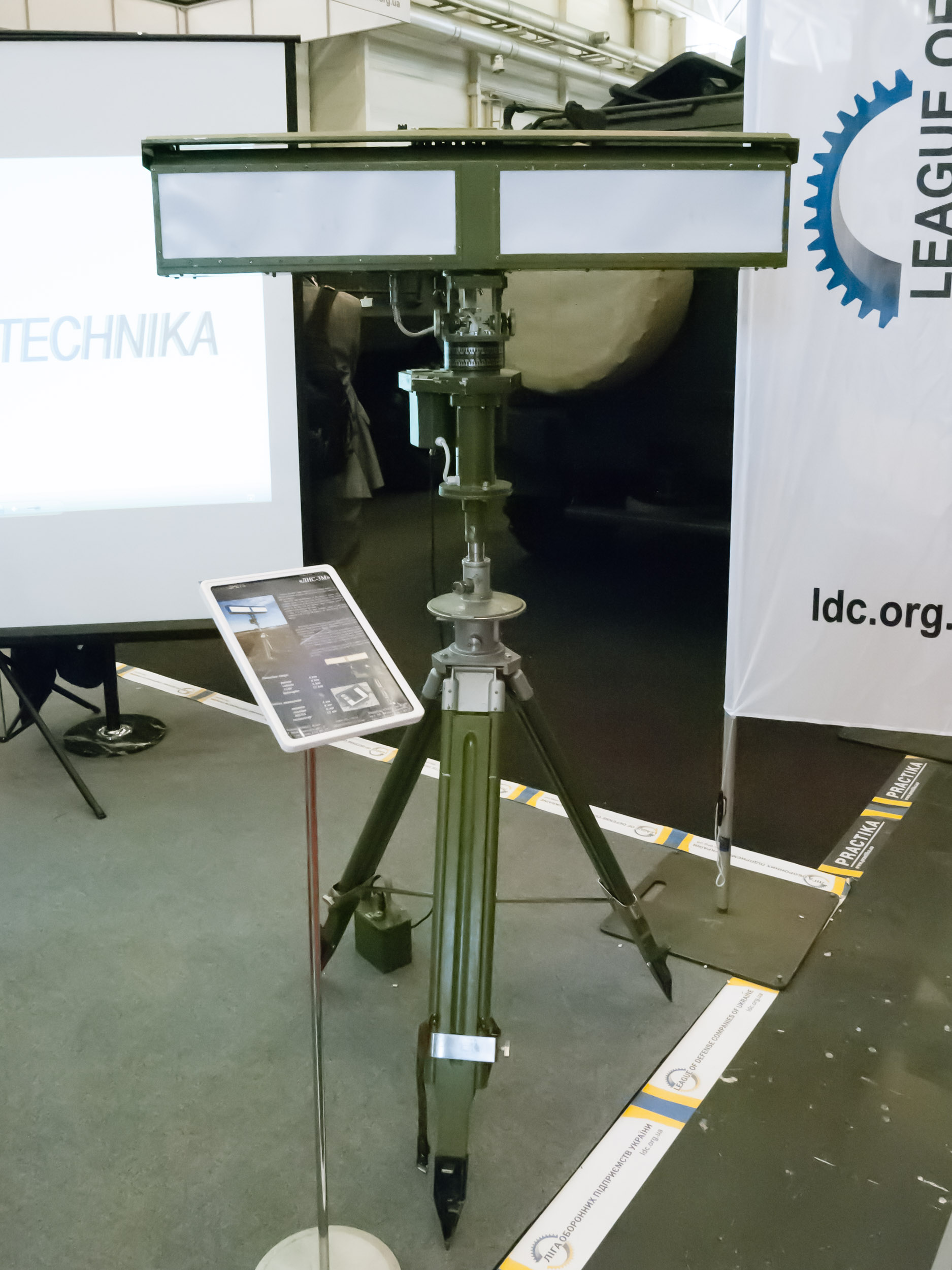
«Лис-3М», на виставці «Зброя та безпека-2018»

«Лис» — радіолокаційна станція розвідки цілей на ближній відстані. Створена ВАТ ХК «Укрспецтехніка».
Подібні РЛС дистанційної розвідки використовують при пошуку різного роду порушників, терористів і диверсантів.
Радіолокаційні станції розвідки міліметрового діапазону «Борсук» і «Лис» поставлені їх замовнику — прикордонному відомству України.

## Модифікації
111L1 «Лис» (базова конструкція) — наземний радіолокатор, що встановлюється на автотранспортних засобах та забезпечує виявлення людей, транспортних засобів, вертольотів, що низько летять, а також надводних суден в секторі 120° за азимутом.
111L2 «Лис-М» — переносний наземний радіолокатор, що встановлюється на тринозі та забезпечує виявлення людей, транспортних засобів, вертольотів, що низько летять, а також надводних суден та коригування вогню артилерії по розривах снарядів в 360° за азимутом.

## Характеристики
Застосування в РЛС безперервного випромінювання кодової маніпуляції дозволяє визначити дальність до цілі і зробити РЛС несприйнятливою до навмисних і ненавмисних перешкод. РЛС міліметрового діапазону має ряд переваг:
- робота РЛС не чинить шкідливого впливу на організм людини;
- міліметровий діапазон не створює перешкод іншим радіотехнічним системам і не схильний до перешкод від сторонніх радіотехнічних систем;
- малі габарити і вага антенної системи.

Радіус дії РЛС — 12 км. «Лис» автоматично відстежує ціль в будь-який час доби і року, за будь-яких погодних умов. Об'єкт відображається на рідкокристалічному дисплеї, одночасно визначаються швидкість його руху та дальність. Завдяки спеціальній платформі РЛС «Лис» може бути встановлений на будь-якому транспортному засобі.
На початку 2016 року українські інтернет-ЗМІ повідомляли, що Державна прикордонна служба замовила 62 автомобілі «Тритон» із комплексом наземної розвідки «Джеб», до складу якого входить РЛС «Лис».
Обертання антенної системи, в тому числі горизонтування, здійснюється п'єзоелектричним, безредукторним, реверсивним самогальмівними електродвигунами.

### Основні тактичні характеристики
Основні тактичні характеристики:
- Зона огляду:
  - за азимутом: -60°…+60°, з можливістю довільного зменшення сектору;
  - за відстанню: 0…12 км, з можливістю довільного вибору зони огляду в даному діапазоні.
- Час повного огляду (120°, 12 км):
  - за нормальних умов — 25 с;
  - за складних умов з перешкодами (піщана буря, дощ) — 50 с.
- Відстань виявлення цілей (радіальна швидкість – 2-50 км/год):
  - окрема людина — 5,4 км (3,6 км за умови піщаної бурі або дощу);
  - автомобіль, моторний човен — 11,5 км (5,5 км за умови піщаної бурі або дощу);
  - вертоліт — 12 км (7 км за умови піщаної бурі або дощу).
- Роздільна здатність РЛС:
  - за пеленгом — не гірше 2° у всіх режимах;
  - за відстанню — не гірше 200 м в режимі огляду (100 м за складних умов з перешкодами) та 25 м в режимі розпізнавання.
- Час розгортання з повною підготовкою до роботи — не більше 5 хвилин.